# Динсян
Динся́н (кит. упр. 定襄, пиньинь Dìngxiāng) — уезд городского округа Синьчжоу провинции Шаньси (КНР).

## История
При империи Западная Хань эти места входили в состав уезда Янцюй. При империи Восточная Хань в 215 году из уезда Янцюй был выделен уезд Динсян.
При империи Западная Цзинь из уезда Динсян был выделен уезд Цзиньчан (晋昌县). При динимперии астии Северная Вэй в 426 году из уезда Динсян был выделен уезд Пуцзы (蒲子县). В 446 году уезд Цзиньчан был присоединён к уезду Динсян. При империи Северная Ци в 562-564 годух уезды Динсян и Пуцзы были присоединены к уезду Пинкоу (平寇县). При империи Суй в 590 году уезд Пинкоу был присоединён к уезду Сюжун (秀容县).
При империи Тан в 621 году из уезда Сюжун был вновь выделен уезд Динсян. При империи Северная Сун в 1072 году уезд Динсян был вновь присоединён к уезду Сюжун, но в 1086 году воссоздан опять.
В 1949 году был образован Специальный район Синьсянь (忻县专区), и уезд вошёл в его состав. В 1958 году Специальный район Синьсянь и Специальный район Ябэй (雁北专区) были объединены в Специальный район Цзиньбэй (晋北专区), при этом уезд Синьсянь был объединён с уездом Динсян в уезд Синьдин (忻定县). В 1961 году Специальный район Цзиньбэй был вновь разделён на Специальный район Ябэй и Специальный район Синьсянь, при этом уезды Синьсянь и Динсян были вновь разделены.
В 1967 году Специальный район Синьсянь был переименован в Округ Синьсянь (忻县地区).  В 1983 году Округ Синьсянь был переименован в Округ Синьчжоу (忻州地区).
В 2000 году постановлением Госсовета КНР были расформированы округ Синьчжоу и городской уезд Синьчжоу, и создан городской округ Синьчжоу.

## Административное деление
Уезд делится на 3 посёлка и 6 волостей.